# C. Aubrey Smith
Sir C. Aubrey Smith, nome completo Charles Aubrey Smith (Londra, 21 luglio 1863 – Beverly Hills, 20 dicembre 1948), è stato un attore e crickettista britannico.

## Biografia
Nato a Londra da Charles John Smith (1838–1928), dottore, e Sarah Ann Clode (1836–1922)..
Aubrey Smith studiò alla Charterhouse School e al St. John's College di Cambridge. Come crickettista, giocò per la squadra dell'Università di Cambridge negli anni 1882-1885 e per il Sussex fra il 1882 e il 1892. Nel 1888-1889 si trasferì in Sudafrica. Qui giocò con la squadra inglese di Johannesburg.
Tornato in Inghilterra, iniziò la carriera teatrale nel 1895. Il suo primo ruolo importante fu ne Il prigioniero di Zenda, a Londra, nel 1896. Fece il suo debutto a Broadway nel Pigmalione di George Bernard Shaw, nel ruolo di Henry Higgins.
Apparve in alcuni film dell'inizio della cinematografia inglese, in particolare quelli prodotti dalla Minerva Films, la casa di produzione cinematografica fondata da Leslie Howard e Adrian Brunel (The Bump, soggetto e sceneggiatura di A.A. Milne, 1920).
A Hollywood, Aubrey Smith ebbe una fortunata carriera come caratterista, soprattutto nei ruoli del militare e del gentiluomo inglese. Divenne una sorta di leader della colonia nota come Hollywood Raj, un gruppo di attori inglesi che si imposero nel cinema statunitense degli anni trenta, tra i quali David Niven, Ronald Colman, Rex Harrison, Robert Coote, Nigel Bruce, Leslie Howard e Patric Knowles. Fu anche animatore dell'Hollywood Cricket Club.
Smith morì di polmonite a Beverly Hills nel 1948, all'età di 86 anni. Riposa nel cimitero di San Leonardo di Hove, nell'East Sussex.

## Riconoscimenti
Gli è stata assegnata una stella al 6327 Hollywood Blvd. della Hollywood Walk of Fame.

## Filmografia
- The Witching Hour, regia di George Irving (1916)
- The Bump, regia di Adrian Brunel (1920)
- La ragazza di Boemia (The Bohemian Girl), regia di Harley Knoles (1922)
- La voce del sangue (Never the Twain Shall Meet), regia di W. S. Van Dyke (1931)
- The Man in Possession, regia di Sam Wood (1931)
- Amami stanotte (Love Me Tonight), regia di Rouben Mamoulian (1932)
- Tarzan l'uomo scimmia (Tarzan the Ape Man), regia di W.S. Van Dyke (1932)
- Polly of the Circus, regia di Alfred Santell (1932)
- Segreti (Secrets), regia di Frank Borzage (1933)
- La regina Cristina (Queen Christina), regia di Rouben Mamoulian (1933)
- La gloria del mattino (Morning Glory), regia di Lowell Sherman (1933)
- L'ultima carta (Gambling Lady), regia di Archie Mayo (1934)
- Resurrezione (We Live Again), regia di Rouben Mamoulian (1934)
- L'imperatrice Caterina (The Scarlet Empress), regia di Josef von Sternberg (1934)
- Cleopatra, regia di Cecil B. DeMille (1934)
- L'ultima carta (Gambling Lady), regia di Archie Mayo (1934)
- La casa dei Rothschild (The House of Rothschild), regia di Alfred L. Werker (1934)
- Un'ombra nella nebbia (Bulldog Drummond Strikes Back), regia di Roy Del Ruth (1934)
- Sui mari della Cina (China Seas), regia di Tay Garnett (1935)
- Jalna, regia di John Cromwell (1935)
- I crociati (The Crusades), regia di Cecil B. DeMille (1935)
- I lancieri del Bengala (The Lives of a Bengal Lancer), regia di Henry Hathaway (1935)
- Lord Fauntleroy (Little Lord Fauntleroy), regia di John Cromwell (1936)
- Giulietta e Romeo (Romeo and Juliet), regia di George Cukor (1936)
- Il giardino di Allah (The Garden of Allah), regia di Richard Boleslawski (1936)
- Il prigioniero di Zenda (The Prisoner of Zenda), regia di John Cromwell (1937)
- Uragano (The Hurricane), regia di John Ford e Stuart Heisler (1937)
- Il giuramento dei quattro (Four Men and a Prayer), regia di John Ford (1938)
- Le quattro piume (The Four Feathers), regia di Zoltán Korda (1939)
- Balalaika, regia di Reinhold Schünzel (1939)
- Al di là del domani (Beyond Tomorrow), regia di A. Edward Sutherland (1940)
- Rebecca - La prima moglie (Rebecca), regia di Alfred Hitchcock (1940)
- Il ponte di Waterloo (Waterloo Bridge), regia di Mervyn LeRoy (1940)
- Il dottor Jekyll e Mr. Hyde (Dr. Jekyll and Mr. Hyde), regia di Victor Fleming (1941)
- Madame Curie, regia di Mervyn LeRoy (1943)
- Sfolgorio di stelle (Sensations of 1945), regia di Andrew L. Stone (1944)
- Il pilota del Mississippi (The Adventures of Mark Twain), regia di Irving Rapper (1944)
- Le bianche scogliere di Dover (The White Cliffs of Dover), regia di Clarence Brown (1944)
- Dieci piccoli indiani (And Then There Were None), regia di René Clair (1945)
- Un marito ideale (An Ideal Husband), regia di Alexander Korda (1947)
- Gli invincibili (Unconquered), regia di Cecil B. DeMille (1947)
- Piccole donne (Little Women), regia di Mervyn LeRoy (1949)

## Doppiatori italiani
- Olinto Cristina in La gloria del mattino, I lancieri del Bengala[5], Il prigioniero di Zenda, Le quattro piume, Rebecca - La prima moglie, Il dottor Jekyll e Mr. Hyde, Gli invincibili, Piccole donne e nei ridoppiaggi di Tarzan l'uomo scimmia, Cleopatra, Giulietta e Romeo, Il giardino di Allah, I Lloyds di Londra
- Aldo Silvani in Il ponte di Waterloo, Il carnevale della vita, Le bianche scogliere di Dover, Fra le tue braccia
- Gero Zambuto in Cleopatra
- Mario Besesti in I crociati
- Sandro Pellegrini in Mancia competente (ridoppiaggio)
- Mario Bardella in Uragano (ridoppiaggio)[6]
- Walter Maestosi in Il dottor Jekyll e Mr. Hyde (ridoppiaggio)
- Cesare Polacco in Dieci piccoli indiani (ridoppiaggio)
- Roberto Bertea in Amami stanotte (ridoppiaggio)